# Hierro 56
El hierro 56 (56Fe) es el isótopo más común del hierro. Aproximadamente 91,754 % de todo el hierro es hierro 56.
De todos los nucleidos, el hierro 56 tiene la masa más baja por nucleón. Con una energía de enlace de 8,8 MeV por nucleón, el hierro 56 es uno de los núcleos más estrechamente ligados.

## Relación con el níquel 62
El níquel 62, un isótopo relativamente raro de níquel, tiene una mayor energía de enlace nuclear por nucleón. Esto sucede al tener el níquel 62 una mayor proporción de neutrones, que son ligeramente más masivos que los protones.
Así, los elementos ligeros se someten a fusión nuclear y los elementos pesados se someten a energía de liberación de fisión nuclear a medida que sus nucleones se unen más fuertemente, y los núcleos resultantes se aproximan a la máxima energía total por nucleón, que ocurre a 62Ni. Sin embargo, durante la nucleosíntesis en estrellas, la competencia entre la fotodesintegración y la captura alfa causa que se produzca más 56Ni que 62Ni (56Fe se produce más tarde en la superficie de la eyección de la estrella cuando el 56Ni se desintegra). Esto significa que a medida que el Universo envejece, más materia se convierte en núcleos extremadamente ligados, como 56Fe. Esta progresión de la materia hacia el hierro y el níquel es uno de los fenómenos responsables de la muerte térmica del universo.